# Tyrrell 020C
Der Tyrrell 020C war ein Rennwagen des britischen Teams Tyrrell, der 1993 zu neun Rennen der Formel-1-Weltmeisterschaft eingesetzt wurde. Er war das erste Tyrrell-Fahrzeug, das mit einem Yamaha-Motor ausgestattet war. Es handelte sich um ein Übergangsauto, das so lange an den Start gebracht wurde, bis der vollständig neu entwickelte Tyrrell 021 einsatzbereit war.

## Hintergrund
Der Traditionsrennstall Tyrrell hatte in den 1980er-Jahren eine Reihe sportlicher Misserfolge erlebt. 1989 und 1990 fand das Team mit den innovativ konstruierten Modellen 018 und 019 wieder Anschluss an das Mittelfeld; beide Jahre schloss es auf dem fünften Platz der Konstrukteursmeistschaft ab. Für die Saison 1991 gelang es dem Team, anstelle der bisher verwendeten Kundenmotoren von Cosworth hoch entwickelte Zehnzylindertriebwerke von Honda zu erhalten. Teamchef Ken Tyrrell versprach sich davon eine weitere Leistungssteigerung. Als Einsatzfahrzeug meldete Tyrrell 1991 den von Harvey Postlethwaite entwickelten Tyrrell 020, der allerdings die in ihn gesetzten Erwartungen nicht erfüllte; das Team fiel in der Jahresendwertung auf Platz sechs der Konstrukteursmeisterschaft ab. Bereits nach einem Jahr beendete Honda die Allianz mit Tyrrell. Für 1992 wechselte Tyrrell zu Ilmor-Motoren, die in einen als Tyrrell 020B bezeichnetes Chassis eingebaut wurden. Der 020B war technisch identisch mit dem letztjährigen 020. Auch die Verbindung zu Ilmor endete nach nur einem Jahr. Für 1993 erhielt Tyrrell Motoren von Yamaha, die dem Team kostenlos bereitgestellt wurden. Das Team begann die Saison mit 020C, der eine weitere Evolution des 1991 entwickelten 020 war.

## Technik

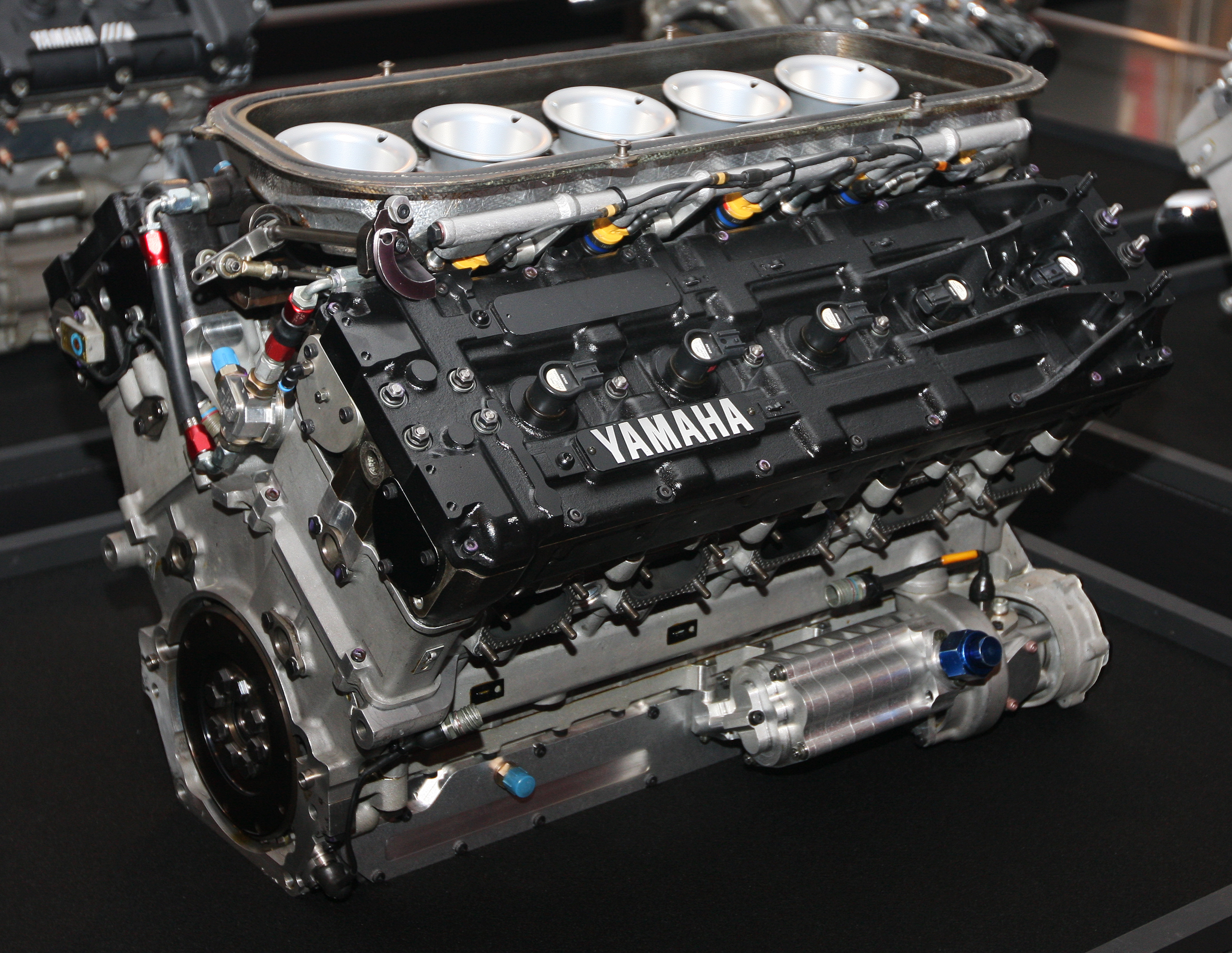
Yamaha OX10A V10

Der Tyrrell 020C war eine „schnelle und billige“ Überarbeitung des 020. Die wesentlichen Änderungen betrafen die Anpassung der zwei Jahre alten Postlethwaite-Konstruktion an den Yamaha-Motor. Das Chassis, das Fahrwerk und die Karosserie blieben nahezu unverändert. Die Entwicklung des 020C wurde von Mike Coughlan geleitet.
Als Antrieb diente ein 3,5 Liter großer Zehnzylindermotor von Yamaha mit der Bezeichnung OX10A. Das Triebwerk hatte keine Verbindung zu den früheren Yamaha-Motoren, die 1989 von Zakspeed (OX88, acht Zylinder) und 1992 von Jordan (OX99, zwölf Zylinder) verwendet worden waren. Gleichwohl war der OX10A keine Neukonstruktionen. Nach einer erfolglosen Saison mit Jordan beendete Yamaha sein eigenes Motorenprogramm und beauftragte stattdessen für 1993 den britischen Rennmotorhersteller Engine Developments („Judd“) mit der Entwicklung von Formel-1-Motoren. Der Yamaha-Motor der Saison 1993 war in technischer Hinsicht eine Weiterentwicklung des Judd-GV-Zehnzylinders, der 1991 von der Scuderia Italia und 1992 von Brabham sowie von Andrea Moda eingesetzt worden war. Die wesentliche Änderung gegenüber dem Judd GV bestand in der Verwendung von variablen Saugrohren und einer Ventilpneumatik. Der Motor war leistungsschwach und unzuverlässig.

## Renneinsätze
Fahrer des Tyrrell 020C waren Ukyō Katayama und Andrea de Cesaris. Beide Fahrer litten unter der mangelnden Standfestigkeit des Motors. Katayama und de Cesaris fielen jeweils viermal nach Defekten im Motorumfeld oder im Antriebsstrang aus. Beim ersten Rennen des Jahres in Südafrika überstand keines der Autos die erste Runde. Insgesamt gab es mit dem 020C nur vier Zielankünfte; die Fahrer waren dabei jeweils mehrfach überrundet worden. Katayama wurde in Kanada mit fünf Runden Rückstand 17. und in Großbritannien nach vier Überrundungen 13. Das beste Ergebnis eines 020C erzielte de Cesaris beim Großen Preis von Monaco, den er mit zwei Runden Rückstand als Zehnter beendete.
Ab dem Großen Preis von Großbritannien hatte de Cesaris den neuen 021 zur Verfügung; Katayama erhielt im darauf folgenden Rennen ebenfalls einen 021.

## Resultate
| Fahrer               | Nr.                  | 1   | 2   | 3   | 4   | 5   | 6   | 7   | 8   | 9  | 10 | 11 | 12 | 13 | 14 | 15 | 16 | Punkte | Rang |
| -------------------- | -------------------- | --- | --- | --- | --- | --- | --- | --- | --- | -- | -- | -- | -- | -- | -- | -- | -- | ------ | ---- |
| Formel-1-Saison 1993 | Formel-1-Saison 1993 |     |     |     |     |     |     |     |     |    |    |    |    |    |    |    |    | 0      | -    |
| U. Katayama          | 3                    | DNF | DNF | DNF | DNF | DNF | DNF | 17  | DNF | 14 |    |    |    |    |    |    |    | 0      | -    |
| A. de Cesaris        | 4                    | DNF | DNF | DNF | DNF | DSQ | 10  | DNF | 15  |    |    |    |    |    |    |    |    | 0      | -    |

| Legende  | Legende            | Legende                                                          |
| Farbe    | Abkürzung          | Bedeutung                                                        |
| -------- | ------------------ | ---------------------------------------------------------------- |
| Gold     | –                  | Sieg                                                             |
| Silber   | –                  | 2. Platz                                                         |
| Bronze   | –                  | 3. Platz                                                         |
| Grün     | –                  | Platzierung in den Punkten                                       |
| Blau     | –                  | Klassifiziert außerhalb der Punkteränge                          |
| Violett  | DNF                | Rennen nicht beendet (did not finish)                            |
| Violett  | NC                 | nicht klassifiziert (not classified)                             |
| Rot      | DNQ                | nicht qualifiziert (did not qualify)                             |
| Rot      | DNPQ               | in Vorqualifikation gescheitert (did not pre-qualify)            |
| Schwarz  | DSQ                | disqualifiziert (disqualified)                                   |
| Weiß     | DNS                | nicht am Start (did not start)                                   |
| Weiß     | WD                 | zurückgezogen (withdrawn)                                        |
| Hellblau | PO                 | nur am Training teilgenommen (practiced only)                    |
| Hellblau | TD                 | Freitags-Testfahrer (test driver)                                |
| ohne     | DNP                | nicht am Training teilgenommen (did not practice)                |
| ohne     | INJ                | verletzt oder krank (injured)                                    |
| ohne     | EX                 | ausgeschlossen (excluded)                                        |
| ohne     | DNA                | nicht erschienen (did not arrive)                                |
| ohne     | C                  | Rennen abgesagt (cancelled)                                      |
| ohne     | keine WM-Teilnahme |                                                                  |
| sonstige | P/fett             | Pole-Position                                                    |
| sonstige | 1/2/3/4/5/6/7/8    | Punktplatzierung im Sprint-/Qualifikationsrennen                 |
| sonstige | SR/kursiv          | Schnellste Rennrunde                                             |
| sonstige | *                  | nicht im Ziel, aufgrund der zurückgelegten Distanz aber gewertet |
| sonstige | ()                 | Streichresultate                                                 |
| sonstige | unterstrichen      | Führender in der Gesamtwertung                                   |